# Boeing WC-135 Constant Phoenix
WC-135 Constant Phoenix — самолёт радиологического контроля на базе C-135 Stratolifter, основными задачами которого являются наблюдение за ядерными испытаниями, отслеживание ядерного оружия и сбор проб воздуха на наличие радиоактивных веществ. Благодаря имеющейся на борту самолета системе сбора проб, WC-135 может обнаруживать радиоактивные облака в режиме реального времени. Негласно в СМИ окрестили его охотником за ядерным оружием. Единственным эксплуатантом WC-135 Constant Phoenix являются ВВС США.

## История
В сентябре 1947 года Дуайт Д. Эйзенхауэр своим поручением для ВВС США положил начало программе Constant Phoenix. Её целью было разработать самолёт, который мог бы идентифицировать ядерные взрывы по всему миру. Базой под этот проект были выбраны самолёты C-135B и EC-135C, на которые устанавливалось оборудование для сбора проб атмосферного воздуха.
К декабрю 1965 года WC-135 достиг начальной готовности к эксплуатации и стал основным инструментом программы по сбору атмосферных данных. WC-135 Constant Phoenix заменил устаревающую модификацию WB-50.
45-я разведывательная эскадрилья, обслуживающая парк из двух самолётов WC-135 Constant Phoenix (WC-135C/W), составляла основу ВВС США в области сбора информации о состоянии атмосферы. Один из самолётов WC-135C, с бортовым номером 62-3582, был выведен из эксплуатации в ноябре 2020 года после 29 680 часов налета.
Впервые самолёты WC-135 были задействованы в 1965 году для сбора образцов воздуха и анализа их состава с целью определения уровня радиоактивности и других параметров атмосферы после операции Сторакс.
В 1979 году было совершено 25 вылетов WC-135B с целью выяснить, была ли двойная вспышка света, замеченная спутником Vela в Южной Атлантике, результатом ядерных испытаний. Однако результаты этих вылетов не были достаточно убедительными, чтобы однозначно подтвердить или опровергнуть эту гипотезу.
После катастрофы на Чернобыльской АЭС в 1986 году в Европу были направлены 1 WC-135B "Constant Phoenix" и 1 WC-135C "Snoopy". Они выполняли полёты над Европой, собирая воздушные пробы и анализируя их, чтобы определить уровень радиации и химический состав выбросов. Эти данные были использованы для мониторинга распространения радиоактивных материалов по всему миру и оценки их потенциального влияния на здоровье людей и окружающую среду.
В 2017 году не раз WC-135 патрулировали воздушное пространство рядом с КНДР. Это было вызвано опасениями, что КНДР проводит ядерные испытания, нарушая международные договоры.

## Лётно-технические характеристики[9]

### Общие характеристики
- Экипаж: минимум 4 человека
- Длина: 42,65 м
- Размах крыла: 39,88 м
- Высота: 13 м
- Площадь крыла: 226 м²
- Аэродинамический профиль: корневое: ВАС 310/311/312; конец: ВАС 313.
- Максимальная взлетная масса: 136 305 кг
- Силовая установка: 4 × турбовентиляторных двигателя Pratt & Whitney TF33-P-9 (WC-135C)/Pratt & Whitney TF33-P-5 (WC-135W), тяга 71,4 кН (16 050 фунтов) каждый.

### Лётные характеристики
- Максимальная скорость: 649 км/ч (350 узлов)
- Дальность: 6 400 км (3 500 нми)
- Практический потолок: 12,000 м (40,000 футов)
- Нагрузка на крыло: 603 кг/м2 (123,5 фунтов/кв. фут )
- Тяговооружённость: 0,21

## Эксплуатанты
- ВВС США — 2 единицы